# الناطقون بالروسية

توزع الناطقين بالروسية في أنحاء العالم

الناطقون بالروسية (بالروسية: Русскоязычные) عددهم نحو 280 مليون نسمة، يتوزعون في أنحاء العالم، ويتركزون في روسيا وكازاخستان وقيرغيزستان وروسيا البيضاء - الدول التي تعتبر الروسية لغة رسمية - إضافة إلى أعداد كبيرة من المقيمين في دول كانت داخل نطاق الاتحاد السوفييتي سابقا، مثل أوكرانيا، ومولدوفا وليتوانيا. كما توجد جاليات هاجرت إلى إسرائيل وألمانيا وكندا والولايات المتحدة.